# Auclair (canton)
Pour les articles homonymes, voir Auclair.
Auclair est un canton canadien de l'est du Québec situé dans la municipalité régionale de comté du Témiscouata dans la région administrative du Bas-Saint-Laurent. Il fut proclamé officiellement le 28 avril 1917. Il couvre une superficie de 22 260 hectares.

## Toponymie
Le toponyme Auclair est en l'honneur du religieux Étienne Auclair-Desnoyers (1682-1748).